# Hugo IV van Saint-Pol
Hugo IV van Saint-Pol (overleden in Constantinopel in maart 1205) was van 1165 tot aan zijn dood graaf van Saint-Pol en van 1204 tot aan zijn dood heer van Demotika. Hij behoorde tot het huis Campdavaine.

## Levensloop
Hugo IV was de zoon van graaf Anselm van Saint-Pol en Eustachia, dochter van heer Willem IV van Perche-Gouët. In 1165 volgde hij zijn vader op als graaf van Saint-Pol.
Hij nam samen met graaf Filips I van Vlaanderen deel aan de Derde Kruistocht, waar hij zich wist te onderscheiden in het Beleg van Akko. Wegens zijn militaire diensten kreeg hij in 1194 van koning Filips II van Frankrijk de districten Pont-Sainte-Maxence, Verneuil en Pontpoint toegewezen.
Vanaf 1200 nam hij deel aan de Vierde Kruistocht. Hij was een van de leidende edelen en hij nam deel aan het Beleg van Constantinopel, de stad die op 12 april 1204 werd veroverd. Vervolgens werd het Byzantijnse Rijk vervangen door het Latijnse Keizerrijk en werd Hugo door de nieuwe keizer Boudewijn I benoemd tot constable. Ook kreeg hij van Boudewijn het fort van Demotika in Thracië toegewezen.
In 1205 stierf Hugo IV aan jicht. Hij kreeg een eervolle begrafenis in Constantinopel, waarna zijn lichaam overgebracht werd naar Frankrijk en bijgezet werd in de Abdij van Cercamps.

## Huwelijk en nakomelingen
Hugo IV was gehuwd met Yolande (overleden in 1202), dochter van graaf Boudewijn IV van Henegouwen. Ze kregen twee dochters:
- Elisabeth (1179-1240), huwde eerst met heer Wouter III van Châtillon en daarna met Jan van Béthune
- Eustachia (1180-1241), huwde met heer Jan II van Nesle, burggraaf van Brugge

- Gemeinsame Normdatei: 104326700
- Virtual International Authority File: 54582191